# Dário Moreira de Castro Alves
Dário Moreira de Castro Alves (Fortaleza, 14 de dezembro de 1927 - Fortaleza, 6 de junho de 2010) foi um escritor, diplomata e embaixador brasileiro.

## Biografia
Filho de Pascoal de Castro Alves e de Maria de Lurdes Moreira de Castro Alves. Frequentou o curso de preparação à carreira de diplomata do Instituto Rio Branco (IRBr) a partir de 1949, sendo nomeado cônsul de terceira classe em outubro de 1951. Nesse período, em 1950, formou-se em ciências jurídicas e sociais pela Faculdade de Direito da Pontifícia Universidade Católica do Rio de Janeiro em 1950. Na Secretaria de Estado das Relações Exteriores (SERE), então funcionando no palácio Itamaraty do Rio de Janeiro, exerceu as funções de auxiliar do secretário-geral (1952 a 1953) do embaixador Vasco Leitão da Cunha e oficial-de-gabinete do ministro das Relações Exteriores, embaixador Raul Fernandes (1954).
Promovido a segundo-secretário em janeiro de 1954, foi auxiliar do chefe do Departamento Econômico e Consular de 1954 a 1955. Nesse último ano foi removido para a Argentina, onde serviu como segundo-secretário na embaixada em Buenos Aires até 1958, quando foi transferido para a missão junto à Organização das Nações Unidas (ONU) em Nova Iorque. Nesse período participou da Comissão da ONU para Estudos da Utilização Pacífica do Espaço Cósmico (Nova Iorque, 1959), da conferência para constituir o Banco Interamericano de Desenvolvimento (BID) (Washington, 1959) e da reunião da Comissão Especial do Conselho da Organização dos Estados Americanos (OEA), Comitê dos 21 (Bogotá, 1960). Voltou dos Estados Unidos em 1960 para exercer as funções de oficial-de-gabinete do ministro das Relações Exteriores, embaixador Affonso Arinos de Mello Franco, até 1961. Promovido, nesse ano, a primeiro-secretário, foi nomeado assessor de imprensa do Ministério das Relações Exteriores (MRE).
De 1962 a 1964 serviu na embaixada do Brasil em Moscou, na União Soviética. De volta à SERE, foi subchefe de gabinete do ministro das Relações Exteriores, embaixador Vasco Leitão da Cunha até 1965. Nomeado nesse ano cônsul do Brasil em Roma (Itália), lá permaneceu até 1967, ano em que foi promovido a conselheiro. De volta à SERE, foi, sucessivamente, chefe da Divisão de Comunicações e Arquivo, chefe substituto do Departamento de Administração e chefe da Divisão de Pessoal, sendo promovido a ministro de segunda classe em novembro de 1968. Chefe de gabinete do ministro das Relações Exteriores, embaixador Mário Gibson Barbosa, de 1969 a 1974, em seguida chefiou o Departamento Geral da Administração (1974-1978). Nessa função, foi secretário-geral da IX Conferência dos Países da Bacia do Prata (Rio de Janeiro, 1976). Secretário-geral do MRE (1978) na gestão do embaixador Antônio Azeredo da Silveira, ocupou interinamente a pasta das Relações Exteriores.
Nomeado embaixador do Brasil em Portugal em 1979, substituindo Carlos Alberto Fontoura, serviu em Lisboa até 1983. Nesse ano deixou a capital portuguesa, sendo sucedido por Azeredo da Silveira, enviado a Washington como embaixador do Brasil junto à OEA. Nessa função, presidiu o Conselho Permanente da OEA (1984) e chefiou a missão especial do governo brasileiro aos dez países anglofônicos das Caraíbas, membros da OEA (1988). Voltou a Portugal em 1990 como cônsul-geral do Brasil com categoria de embaixador na cidade do Porto, onde trabalhou até sua aposentadoria naquele mesmo ano. Ainda em 1990, fixou residência em Lisboa, onde trabalhou como consultor para firma Noronha Advogados.
Foi reconhecido como inventor pelo Departamento de Patentes dos EUA (Washington, 1987) pela criação de uma embalagem de medicamentos à prova de violação. A partir de 1989 pronunciou numerosas conferências sobre literatura, diplomacia, gastronomia e a Comunidade dos Países de Língua Portuguesa (nos EUA, no Brasil, em Portugal e na Rússia) e tornou-se colaborador de diversos órgãos de imprensa de Portugal e da Espanha. Viúvo da escritora Dinah Silveira de Queiroz, casou-se com Rina Bonadies de Castro Alves. Faleceu em Fortaleza de insuficiência cardíaca.

## Obras
Publicou, entre outros:
- Era Lisboa e chovia (1984),[15]
- Dinah, caríssima Dinah (1989),
- Era Tormes e amanhecia (1992),[16]
- Era Porto e entardecia (1995),[17]
- Luso-Brasilidades nos 500 Anos (2000),[18]
- Ensaio Histórico, Literário, Artístico e Sentimental Sobre a Cidade de Lisboa em Toda a Obra de Eça de Queiroz,[19]
- Traduzindo diretamente do idioma russo, lançou em 2006, Eugênio Onegin: um romance em versos, de Aleksandr Pushkin.[20]

## Distinções
Foi Membro de várias instituições culturais, como:
- Academia Portuguesa da História,
- Sociedade de Geografia de Lisboa,
- Círculo Eça de Queiroz,
- Centro Nacional de Cultura (de Lisboa),
- Academia de Letras do Estado do Rio de Janeiro,
- Diretor do Centro de Estudos Brasileiros da Universidade Internacional de Lisboa,
- Presidente do Conselho de Curadores da Fundação Luso-Brasileira para o Desenvolvimento do Mundo de Língua Portuguesa.

## Homenagens
Recebeu mais de 30 comendas e distinções, dentre elas:
- Recebeu o título de Doutor Honoris causa pela Universidade Federal do Ceará,[22]
- Recebeu o Troféu Sereia de Ouro, pelo Grupo Edson Queiroz, (1985),[23]
- Titulado Comendador da Ordem do Mérito Naval,
- Agraciado com a Ordem Nacional da Legião de Honra da França,
- Recebeu a comenda Grã-Cruz da Ordem de Cristo (de Portugal).